# إركرات
اركرات (بالألمانية: Erkrath) هي بلدة ألمانية تقع في ألمانيا في متمان. يقدر عدد سكانها بـ 46,157 نسمة .

## المدن التوأمة
مدن لاينهفلده-فوربيس، سيرجي، West Lancashire وبورت دي بيه هي مدن توأمة لـاركرات.

## أعلام
- هاينز لوكاس
- مانفريد لانشتاين